# Спіндоктор
Спіндо́ктор, спін-до́ктор (англ. spin — «вертіння», «кружляння», doctor — «лікування») — радник, який займається повідомленнями у засобах масової інформації. Спіндоктор — це свого роду спеціалізація для професіонала в сфері зв'язків з громадськістю. Щоб нею оволодіти, потрібно добре засвоїти основи менеджменту новин, а також особливості психології сприйняття масових комунікацій. Спіндоктор володіє набором прийомів, технологій досягнення певного результату на етапі сприйняття новини (події), на етапі резонансу. Це вміння передбачати реакції цільової аудиторії, уміння інтерпретувати події, вміння ефективно здійснювати комунікаційну кампанію. Особливо значущою є ця діяльність в період, коли організація потрапляє в кризову ситуацію.

## Історія
Коріння «спіндокторства» — у сфері політики, в роботі з управління громадською думкою з боку органів влади. Деякі автори знаходять перші прояви «спіну» в роботі Петра I і Катерини. Важливою передумовою є також високий рівень розвитку засобів масової комунікації. Історики відзначають, що яскраві приклади використання «спіну» спостерігаються в апаратах президентів США Ф.Рузвельта, В.Вільсона, Дж. Кеннеді. У роботі команди першого російського президента Б. М. Єльцина «спін» застосовувався в повній мірі. Особливо це стосується періоду, коли Б. М. Єльцин став втрачати довіру населення, коли похитнулося його здоров'я, а потрібні були докази його здатності керувати країною.
Термін «спіндоктор» (spin doctor) уперше з'явився в 1980-х рр. як ідіома, що використовувалася для опису експертів із зв'язків з громадськістю й навіть політичних або корпоративних представників, діяльність яких повинна була гарантувати, що певні події або продукти піддані «позитивному обертанню». Звичайно, методи, якими користуються спіндоктори, визначають як вибіркове подання фактів, що підтримують певну позицію, використовуючи бездоказові істини, евфемізми, які маскують або просувають певний порядок денний і «приховують дурні звістки». Наприклад, повідомляють одночасно про одну популярну річ і декілька непопулярних речей, сподіваючись, що ЗМІ зосередяться на першому повідомленні.
Вперше термін «спіндоктор» був запроваджений американським романістом Солом Беллоу, який використав його у своїй Джефферсонській лекції в 1977 р., говорячи про політичних акторів, що вибороли президентство безпосередньо за допомогою спіндокторів. У пресі вперше слово «спін» з'явилося 22 січня 1979 р. у газеті «Guardian Weekly», а фраза «спіндоктор» — 21 жовтня 1984 р. у газеті «Нью-Йорк Таймс» стосовно команди журналістів Рональда Рейгана, де так були названі агенти по зв'язках із громадськістю високої кваліфікації, які прагнуть запропонувати журналістам використовувати готові інтерпретації для опису телевізійних дебатів між Рональдом Рейганом і Уолтером Мондейлом.
У академічному середовищі термін «спін» і похідні від нього слова закріпилися лише в 1990-х рр. Так, значення спін-технологій осмислювалося для політичної комунікації Дж. Мальтезе, для зв'язків із громадськістю Р.Самптером і Дж. Танкардоммол. Теоретична концептуалізація спін-технологій була здійснена в рамках теорії створення новин (Framing of the News) і теорії запалення (Priming Theory). С. Медвіч, наприклад, розглядає «навмисне запалення» (deliberate priming) як головне завдання в діяльності спіндокторів, за допомогою якого створюються повідомлення кампанії, зосереджуючи увагу на проблемах, які є для політичного діяча ключовими.

## Етапи роботи
Етапи роботи в режимі спіндоктора
1. Передбачення або «створення» події (тобто інформаційного приводу для неї) — так званий «до-спін». У ситуації, коли потрібно звернути увагу на будь-яке явище і певним чином моделювати його сприйняття, створюється інформаційний привід. Так, наприклад, нещодавно заступив на посаду губернатора політик зацікавлений в зміцненні свого іміджу. Приймається рішення — регіон бере участь у престижній міжнародній виставці. Подія широко висвітлюється і коментується. Піднімається рейтинг регіону.
2. Подія має відбутися, але може викликати досить суперечливі відгуки. Робиться все для того, щоб потрібна версія пояснення події виявилася найтиражованішою.
3. Подія вже відбулося і викликає суперечливі відгуки. Наша точка зору не є домінуючою. Це найскладніший варіант «спіну» — так званий «торнадо-спін».

Щоб змінити ставлення громадськості до події, важливо мати хороші зв'язки серед найталановитіших журналістів, мати опору на лідерів думок, активно залучаючи їх до інформаційної кампанії. Можливим є навіть використання методу спеціальних подій, за допомогою якого можна найвиразніше відобразити ситуацію. Найпоширенішим прийомом, що вживається у «спіні»:  є правило першого дзвінка. Важливо першим повідомити про свою версію події. Особливість масової свідомості така, що перша інтерпретація сприймається з великим ефектом; — необхідно подбати про частоту згадування вашої версії того, що відбувається. Чим вище частота — тим ефективніше «спін»; — неоднозначність оцінки події шкодить ефекту «спіну». Ваша версія повинна бути простою і ясною; — відомі персони, представники еліт — важливий компонент посилення «спіну»; — точний підбір слів і епітетів у повідомленні, впровадження їх у всі ЗМІ є важливою умовою досягнення потрібного результату.

## Етичні засади
Найспірнішим і найскладнішим є питання про етичні засади «спіну». З одного боку, прес-служба президента Б. М. Єльцина дезінформувала населення, приховуючи поганий стан його здоров'я в кінці 90-х років, підкреслюючи його «міцне рукостискання». З іншого боку, вона не порушувала законів: в Росії поки не опрацьована законодавчо процедура відповідальності за такого роду інформацію. Тому критерієм професійної етичності може служити питання — в ім'я якої мети здійснюється «спін». Якщо ця мета суспільно значима і несе соціальну користь — то можна допустити використання прийомів «спіну».

## Маніпулювання і спіндокторство
Як співвідносяться поняття «маніпулювання» і «спін»? Перш за все, перше поняття ширше, «спін» має відношення тільки до сфери мас-медіа. По-друге, «спін» як технологія може стати як знаряддям маніпулятора, так і знаряддям грамотного та соціально відповідального управлінця. У цьому зв'язку існує виділення двох типів «спіну» — тоталітарного і демократичного. Тоталітарний «спін» претендує на повсюдний і повний контроль над інформацією, орієнтований на заборону інформації з небажаними версіями. Демократичний «спін» передбачає контроль лише над частиною системи інформування і не допускає заборон, а відкриває поле для змагання в професіоналізмі.

## Спіндоктор в політиці
Політичне маніпулювання за допомогою ЗМІ передбачає використання багатющого арсеналу конкретних методів і технологій дії на свідомість людей: публікація помилкових повідомлень, пробудження в аудиторії негативних емоцій за допомогою візуальних засобів або словесних образів і т. д. Всі ці прийоми розрізняються за силою дії і змісту, але їх об'єднує одне: всі вони направлені на створення певного емоційного настрою і психологічних установок в аудиторії.
Основним матеріалом, за допомогою якого політики здійснюють маніпулювання, є інформація, а точніше, управління нею. Менеджментом новин, тобто подачею події в найсприятливішому вигляді, виправленням події в мас-медіа після того, як інформаційний розвиток прийняв несприятливий відтінок, і займається спіндоктор. Він вирішує, за яким сценарієм розвиватиметься та або інша подія, яке висвітлення вона отримає в газетах і на телебаченні. Такий менеджмент особливо значимий в кризовних ситуаціях.
Д. Уотте дає таке визначення цієї професії:
«Спіндоктора є частиною медіа-команди, їх завданням стає зміна того, як публіка сприймає подію, або зміну чекань того, що може статися».
«Спіндоктор — не науковий термін. Він не має інтернаціонально-однорідного значення. Цей термін використовується, щоб характеризувати методи, розгорнуті політичним діячем, сторонами і консультантами, щоб досягти сприятливої гласності».
Оскільки новини є віддзеркаленням уваги громадської думки до того або іншого питання, то менеджмент новин став тим інструментарієм, який дає можливість вводити елементи управління в сферу, здавалося б, що не піддається управлінню. Інформація, що представляється в ЗМІ, впливає на формування громадської думки про об'єкт політичних стосунків через відбір подій і надання тій або іншій значущості новинам.
Можна замінити або не відмітити подію. Можна занизити або підсилити її. У новинній плоскості подія, що сталася, може гальмуватися, а може прискорюватися. Як інструментарій «гальмування» виступають: недопуск інформації або ж публікація правдивої інформації, коли вона втратила свою актуальність, заміна новою ситуацією, зсув акцентів. Так, команда Клінтона видала довго очікувану негативну інформацію тоді, коли в друк попав цілий оберемок інших документів з іншого джерела. Разом вони були хоч би менш шкідливими для Білого дому, чим, якби «вистрілили» окремо. Кажучи про гальмування, необхідно відзначити, що негативна (як і позитивна) подія має певний термін життя. За термін 7-10 днів вона повністю «вивітрюється» з масової свідомості. Тому у ряді випадків немає необхідності в спростуваннях, оскільки «негатив» помре і сам.
Інструментами «прискорення» є акцент на важливості, приєднання до іншої важливої події, використання коментарів.
Можлива така форма управління, як відбір подій. Тобто складання списку заходів, які виявляться найцікавішими з точки зору політика і вигіднішими для освячення в ЗМІ. При негативному розвитку подій виникає проблема планерування появи першої особи. Слід чітко встановити: скандал розвивається чи вмирає. У останньому випадку поява керівної особи може знову відродити скандал. Інколи слід знов з'явитися на екрані, щоб нова подача допомогла стерти негативні результати попередньої.
Цикл є наступною схемою: відбір — подія — освітлення — резонанс. При цьому відбір події здійснюється з точки зору інтересів каналу комунікації, інакше, якщо не відповідати його вимогам, буде важко добитися висвітлення даної події в рамках цього каналу. Підготовка чекань включає обробку аудиторії.
Просочування інформації, нібито отриманої з надійних, але «анонімних джерел», організовуються частіше для того, щоб провести зондування громадської думки з того або іншого питання.
В разі негативної реакції громадська думка піддається додатковій обробці, щоб підготувати її до певної політичної акції. А якщо реакція украй негативна, то завжди є можливість «спростувати» інформацію, оголосивши її «вигадками журналістів».

## Спіндоктор і журналіст
Спіндоктор і журналіст відрізняються один від одного. Журналіст працює з фактами, а спіндоктор — з їхньою інтерпретацією, відбираючи найефективніші повідомлення, поміщаючи їх в найважливіші канали, вибираючи для цього потрібний час. Він, на відміну від журналіста, націлений на запобігання, а не на інформування.
Окрім цього, журналіст працює з масовою аудиторією, а спіндоктор — з журналістами, щоб вони піднесли аудиторії інформацію в необхідній інтерпретації. Журналіст в деякому роді залежить від спіндокторів, оскільки вони є головним джерелом інформування про дії політиків. Наприклад, журналісти отримують тексти виступів політиків з вже заздалегідь зробленими підкресленнями, на що найкраще звернути увагу.
З арсеналу цієї технології видно, що вона будується на управлінні інформаційними потоками. Завдання, що стоїть перед адміністрацією державного органу, — максимально можливо вплинути на те, яка інформація про адміністрацію і політики, що проводиться нею, з'явиться в ЗМІ, а яка залишиться без уваги.
Журналісти розглядають спін-докторів як практиків «темних мистецтв» і демагогії. Спін-доктори — це експерти з брехні та мистецтву телевізійної політики, тобто вони обробляють «обличчя» політичних діячів. Для досягнення успіху потрібно, щоб спін-доктори знали, як використовувати ЗМІ для виокремлення переваг політика і добре знати журналістські методи. Спін-доктора зазвичай орієнтуються на ринок, уряд і промисловість.